# A Cook-szigetek a 2013-as úszó-világbajnokságon
A Cook-szigetek egy sportolóval vett részt a 2013-as úszó-világbajnokságon, aki egy versenyszámban indult.

## Hosszútávúszás
Férfi
| Versenyző      | Verseny | Idő       | Helyezés |
| -------------- | ------- | --------- | -------- |
| Hayden Vickers | 5 km    | 1:10:56.3 | 53       |